# Courtney Henggeler

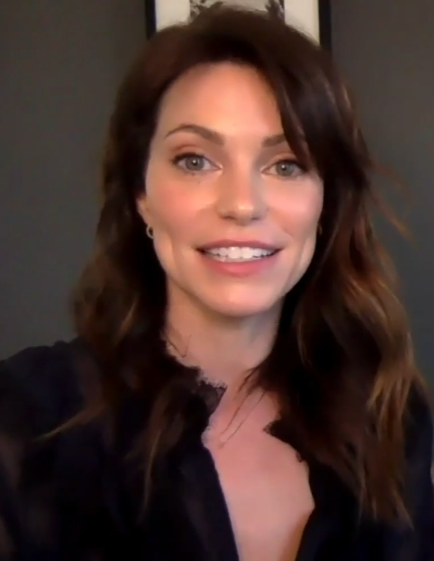
Courtney Henggeler, 2021

Courtney Henggeler (* 11. Dezember 1978 in Phillipsburg, New Jersey) ist eine US-amerikanische Schauspielerin, die nach kleineren Rollen in den Jahren 2003 und 2005 durch ihre Gastrolle in The Big Bang Theory im Jahre 2008 bekannt wurde und danach für zahlreiche weitere Rollen in Film und Fernsehen gebucht wurde.

## Leben und Karriere
Ihre ersten nennenswerten Film- und Fernsehrollen hatte die im Jahr 1978 geborene Henggeler in den Jahren 2003 und 2005. Nach einer der Hauptrollen im B-Movie-Horrorfilm The Bog Creatures kam sie im Jahr 2005 zu einem Gastauftritt im New Yorker Film The Legacy of Walter Frumm sowie zu einer Gastrolle in der international ausgestrahlten Fernsehserie Dr. House.
Erst drei Jahre danach feierte Henggeler in der populären Sitcom The Big Bang Theory als Zwillingsschwester der Hauptfigur des Sheldon Cooper, Missy Cooper, ihren eigentlichen Durchbruch im Film- und Fernsehgeschäft und wurde fortan in zahlreichen international bekannten Produktionen eingesetzt. Allerdings erhielt sie meist nur kleine Nebenrollen. Die von der Teitelbaum Artists Group mit Sitz am Wilshire Boulevard in Los Angeles Stadtteil Beverly Hills betreute Schauspielerin kam noch im gleichen Jahr zu einem Gastauftritt in der Serie Criminal Minds, sowie zu weiteren Gastauftritten in jeweils einer Folge von Roommates, Navy CIS und Aus Versehen glücklich im Jahre 2009.
Zudem hatte sie auch einen neuerlichen Filmauftritt, wobei sie im ebenfalls 2009 erschienenen TV-Spielfilm Two Dollar Beer in die Nebenrolle der Molly schlüpfte. Nach dem von 20th Century Fox Television produzierten Film kam die junge Darstellerin auch 2010 in zahlreichen verschiedenen Produktionen zum Einsatz, spezialisierte sich in diesem Jahr allerdings eher auf Filmproduktionen als auf die Arbeit an Fernsehserien. So hatte sie in diesem Jahr Auftritte in den Filmen True Love, Peas in a Pod und Wing Bitches, wobei sie jedes Mal in einer nicht unwesentlichen Nebenrolle zu sehen war.
Des Weiteren schaffte sie es, zum ersten Mal in ihrer Karriere, zu einer wiederkehrenden Rolle in einer Fernsehserie. In der kurzlebigen und nach einer Staffel eingestellten CMT-Serie Working Class war sie in drei verschiedenen Episoden als Rachel zu sehen. Zudem hatte sie in diesem Jahr einen Auftritt als Flugbegleiterin im Kinofilm Freunde mit gewissen Vorzügen. Hinzu kamen zwei weitere Gastauftritte in jeweils einer Episode der Serien Happy Endings und Melissa & Joey. Einen weiteren Auftritt hatte sie 2012 sie im Drama Hitting the Cycle.
Von 2013 bis 2015 war Henggeler als Claudia in der US-Sitcom Mom zu sehen.
Seit 2018 spielt sie Amanda LaRusso in der Serie Cobra Kai.

## Filmografie
Filme
- 2003: The Bog Creatures
- 2005: The Legacy of Walter Frumm
- 2009: Two Dollar Beer
- 2010: True Love
- 2010: Peas in a Pod
- 2010: Wing Bitches
- 2011: Freunde mit gewissen Vorzügen (Friends with Benefits)
- 2012: Hitting the Cycle
- 2017: Fixed
- 2017: Feed
- 2018: Nobody’s Fool
- 2019: Do Not Reply
- 2023: The Boys in the Boat

Serien
- 2005: Dr. House (House, M.D., 1 Episode)
- 2008, 2018: The Big Bang Theory (2 Episoden)
- 2008: Criminal Minds (1 Episode)
- 2009: Roommates (1 Episode)
- 2009: Navy CIS (NCIS, 1 Episode)
- 2009: Aus Versehen glücklich (Accidentally on Purpose, 1 Episode)
- 2011: Working Class (3 Episoden)
- 2011: Happy Endings (1 Episode)
- 2011: Melissa & Joey (1 Episode)
- 2013–2015: Mom (5 Episoden)
- 2018: Fuller House (1 Episode)
- 2018–2025: Cobra Kai
- 2019: Into the Dark (1 Episode)